# Philippe Laloge
Pour les articles homonymes, voir Laloge.
Philippe Laloge est un homme politique français né le 21 décembre 1869 à Paris, où il est mort le 1er juin 1907.
Enseignant, il démissionne en 1895 pour devenir négociant en vins en gros. Il est adjoint au maire de Boulogne-sur-Seine de 1896 à 1900 et député de la Seine de 1898 à 1902, inscrit au groupe radical-socialiste.
Il est inhumé au cimetière nouveau de Neuilly-sur-Seine.